# Libro della pericope di Enrico II

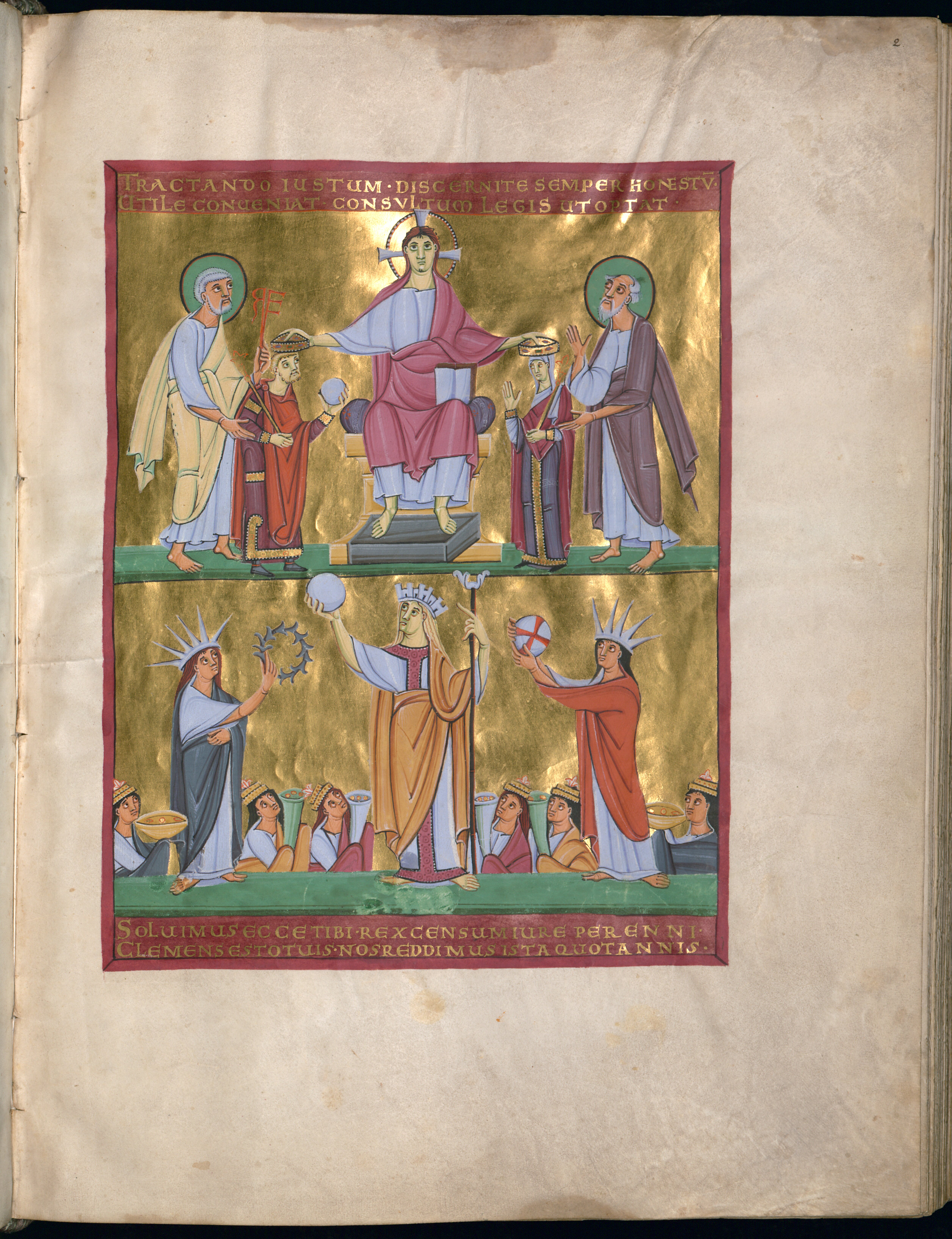
Incoronazione

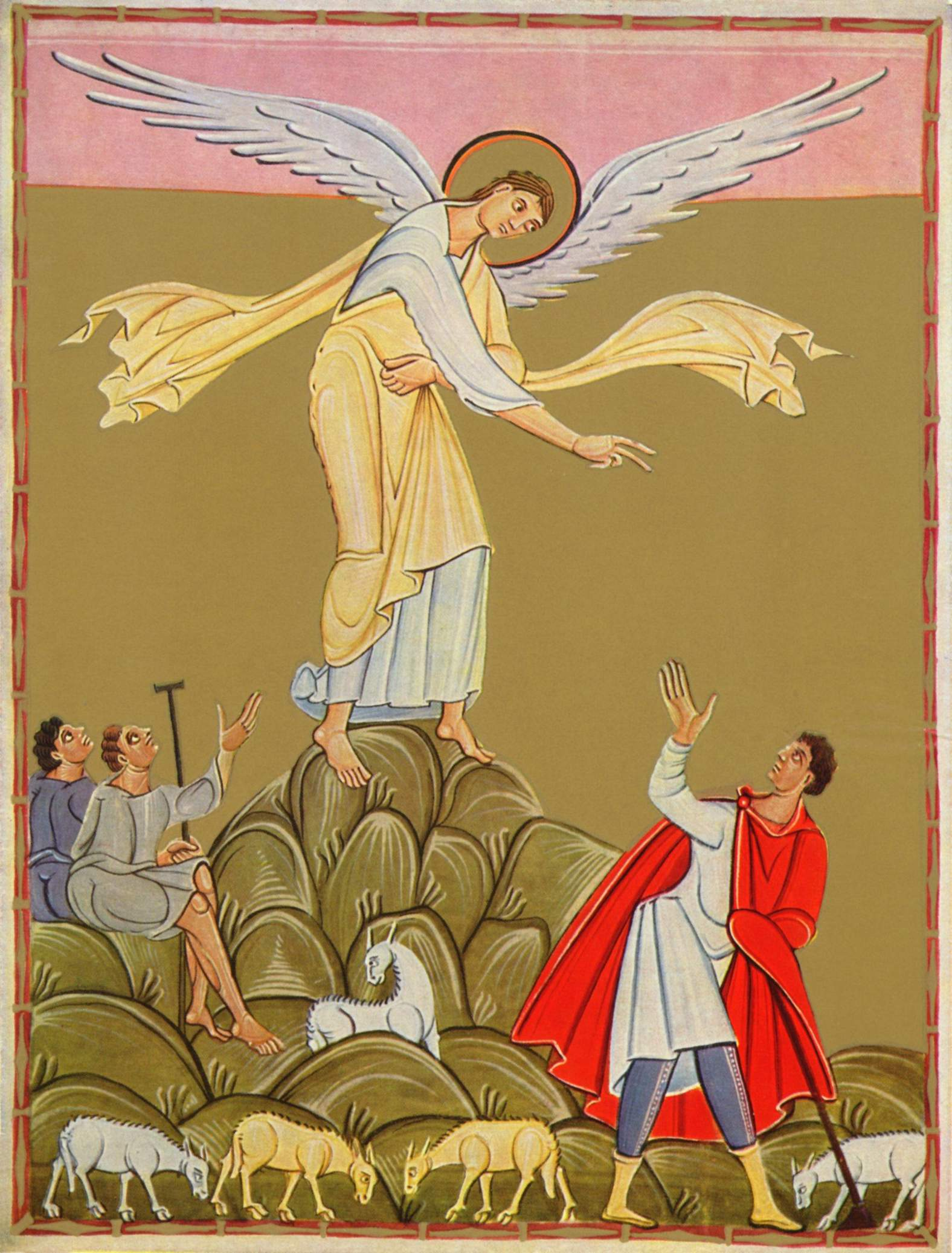
Annuncio ai pastori

Il Libro della pericope di Enrico II, conservato alla Bayerische Staatsbibliothek di Monaco (Clm 4452) è un evangelistario realizzato tra il 1007 e il 1012 nell'Abbazia di Reichenau per l'imperatore Enrico II e per sua moglie Cunegonda.
Il libro, rilegato in oro e avorio, si compone di 10 pagine decorate, 148 iniziali e 28 raffigurazioni a tutta pagina: l'immagine dedicatoria con l'incoronazione della coppia imperiale ad opera di Cristo, in presenza dei santi Pietro e Paolo, e nel registro inferiore le allegorie di Roma, della Gallia e della Germania; dalle raffigurazioni dei quattro evangelisti e da 23 scene, inserite all'interno di semplici e sottili cornici a listello, tratte dal Nuovo Testamento. La maggior parte di queste è collocata su un'unica facciata oppure ordinate su registri sovrapposti. In due soli casi - l'Adorazione dei Magi e la Visita delle donne al sepolcro - lo spazio figurativo è compreso su due pagine.
Nella scena con la Visita delle donne al sepolcro, sulla pagina di sinistra si vedono le tre donne con i recipienti degli unguenti, che stanno davanti alla tomba; mentre sulla pagina di destra si apre la cavità del sepolcro vuoto, dove l'angelo con la tunica bianca, la toga dorata e le ali spiegate, sopra al coperchio del sarcofago di colore verde, mentre saluta e benedice le donne commosse e con le vesti variopinte agitate dal vento. L'evento drammatico è accentuato dall'uso di isolare le figure su un'uniforme sfondo dorato.
Nel 2003, insieme ad altri manoscritti realizzati presso lo scriptorium dell'Abbazia di Reichenau, venne inserito dall'UNESCO nell'Elenco delle memorie del mondo.